# Ngày UFO Thế giới
Ngày UFO Thế giới (tiếng Anh: World UFO Day) là ngày nâng cao nhận thức cho mọi người tụ tập và ngắm nhìn vật thể bay không xác định trên bầu trời. Ngày này được một số người kỷ niệm vào ngày 24 tháng 6 và những người khác vào ngày 2 tháng 7. Ngày 24 tháng 6 là ngày mà phi công Kenneth Arnold tường trình về điều thường được coi là lần nhìn thấy vật thể bay không xác định được báo cáo rộng rãi đầu tiên ở Mỹ, trong khi ngày 2 tháng 7 kỷ niệm vụ rơi UFO được cho là trong sự cố UFO tại Roswell năm 1947.
Mục tiêu đã nêu của lễ kỷ niệm ngày 2 tháng 7 là nâng cao nhận thức về "sự tồn tại chắc chắn của UFO" và khuyến khích các chính phủ giải mật hồ sơ của họ về những trường hợp chứng kiến UFO.